# Narkondam
Ostrov Narkondam (hindsky नर्कोन्दम द्वीप – Narkondam Dvíp, anglicky Narcondam Island) je jedním z více než pěti set ostrovů Andamanského souostroví v Bengálském zálivu Indického oceánu. Administrativně náleží ostrov Narkodam do districtu Severní a Střední Andaman indického svazového teritoria Andamany a Nikobary. Do roku 1986 si na teritorium ostrova činila nárok Barma. Narkondam, který je chráněn jako přírodní rezervace (Narcondam Island Wildlife Sanctuary), byl v roce 2014 navržen indickými orgány na zápis do seznamu Světového dědictví UNESCO.

## Původ názvu
Jméno ostrova pochází z tamilštiny, ze slovního spojení naraka-kundram (நரககுன்றம்), což v překladu znamená Pekelná jáma. Je však možné, že původně byl takto pojmenován aktivní vulkán Barren.

## Geografie

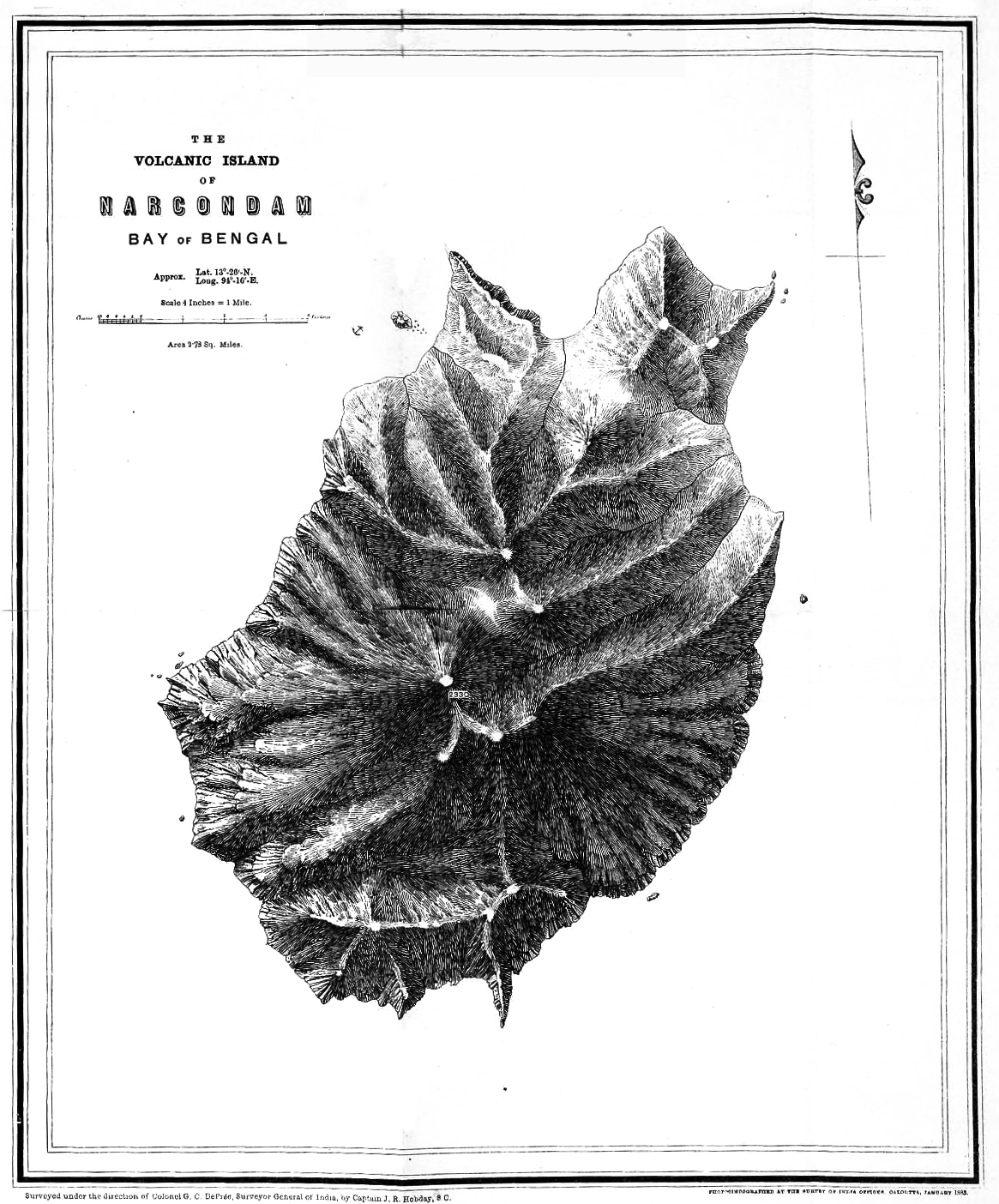
Mapka z r. 1885

Narkondam je nejvýchodněji položeným ostrovem Andaman. Nachází se v Andamanském moři, od východního pobřeží ostrova Severní Andaman je vzdálen zhruba 130 km. Město Port Blair, správní centrum Andaman a Nikobar, je od ostrova vzdáleno 255 km. Od delty řeky Iravádí v Myanmaru dělí Narkondam asi 270 km, nejbližší velké indické město na asijském kontinentě je dvoumiliónový Višákhapatnam, vzdálený napříč Bengálským zálivem zhruba 1260 km.  
Ostrov je sopečného původu, jeho nejvyšší bod je v nadmořské výšce 710 metrů, po masívu Saddle Peak (731 m n. m.) ve stejnojmenném národním parku na Severním Andamanu je to druhý nejvyšší vrchol Andaman a Nikobar. Narkondam je součástí malé ostrovní skupiny Východních sopečných ostrovů. Hlavními horninami jsou andezit, amfibolický andezit a porfyrický dacit. Základna sopky se nachází zhruba v hloubce 1 km na dně Andamanského moře.
Ostrov Narkondam, který je klasifikován jako spící sopka, je součástí sopečného oblouku, táhnoucího se od Sumatry k Myanmaru na rozhraní indické a barmské tektonické desky. Jediná aktivní indická sopka, ostrov Barren, leží od Narkondamu 135 km směrem na jih.   
Podle oficiálních statistických údajů v roce 2011 žilo v malé osadě na severovýchodě ostrova 16 osob, příslušníků policie, pobřežní a lesní stráže.

## Ochrana přírody
Ostrov je chráněn jako přírodní rezervace od roku 1972, zároveň má status významné ptačí oblasti (Important Bird Area). 

### Fauna

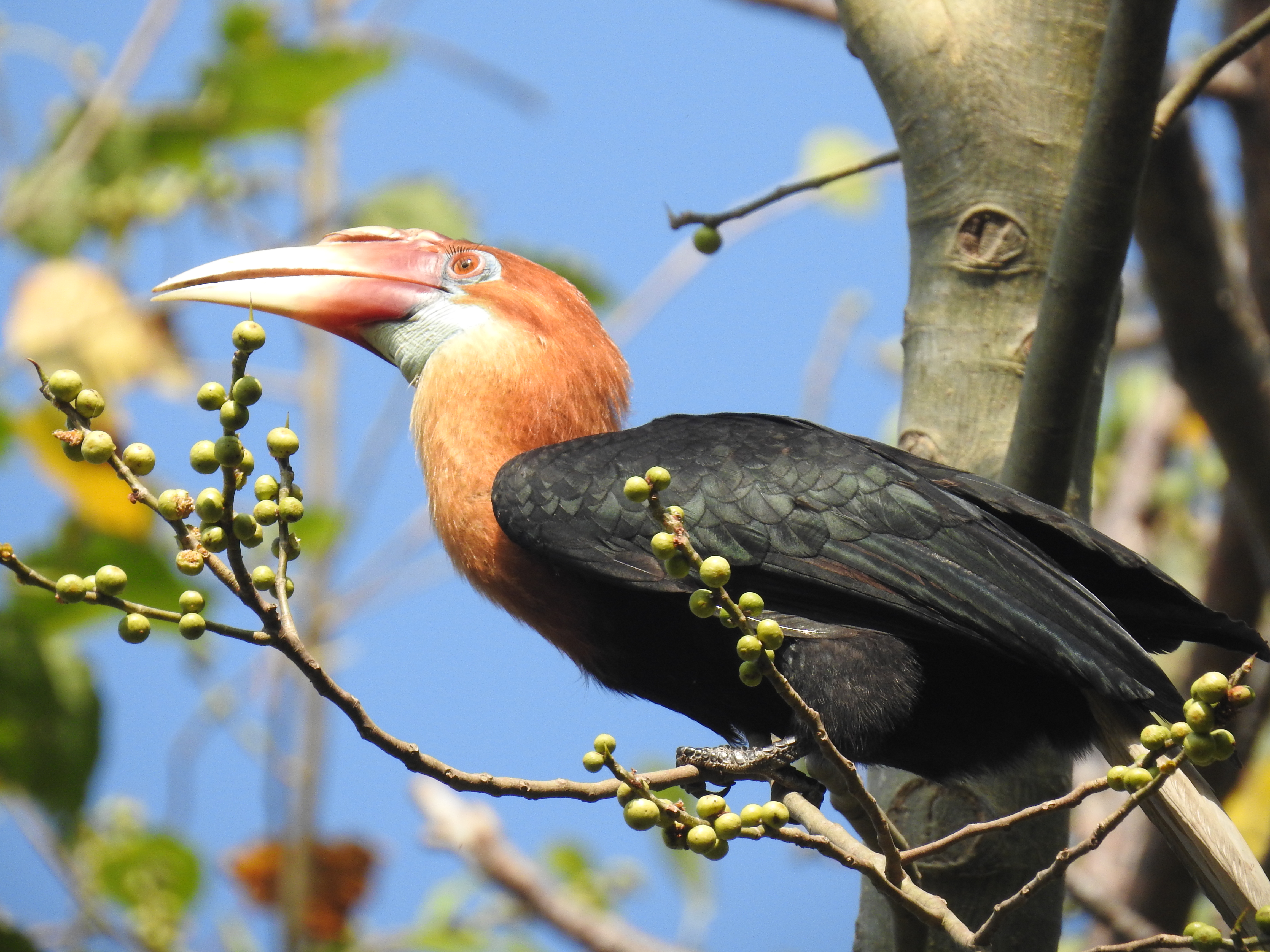
Zoborožec narkondamský

Hlavním předmětem ochrany je zoborožec narkondamský (Aceros narcondami, uváděný též jako Rhyticeros narcondami), endemický druh zoborožce, který se vyskytuje pouze na Narkondamu. Zoborožec narkondamský je zapsán jako ohrožený druh na Červeném seznamu IUCN. Podle údajů z roku 2015 na ostrově žilo asi 350 jedinců tohoto vysoce ohroženého druhu zoborožců.
Na Narkondamu žijí i další endemické druhy živočichů, které se vyskytují pouze na Andamanech a Nikobarech: puštík andamanský, místní druhy kaloňů z rodu pteropus (Pteropus faunulus a Pteropus hypomelanus) a z plazů dva specifické andamanské druhy gekonů – Cnemaspis kandiana a Phelsuma andamanense. V okolních vodách se vyskytuje mořský had Laticauda laticaudata. Jediným větším predátorem v této odlehlé lokalitě je andamanský vodní varan Varanus salvator andamanensis.  
V roce 2021 byl publikován objev dosud neznámého druhu savce z čeledi rejskovitých. Bělozubka, která byla nazvána Crocidura narcondamica, patří k menším druhům těchto savců. Dosahuje velikosti pouhých 67 milimetrů, žije v lesích při pobřeží Narkondamu a živí se hmyzem.

### Flóra
Většina ostrova je pokryta deštným pralesem, pobřežními vlhkými lesy a mangrovy. Vyskytují se zde stromy rodu Dipterocarpus, Ficus a železovce (darmota, lat. Sideroxylon). Jižní a jihovýchodní sopečné svahy ve vyšších polohách jsou travnaté. Vegetace ve vrcholových partiích je převážně stále zelená a rostou zde i některé epifyty. Na pobřeží jsou pro místní potřebu pěstovány banánovníky a kokosové palmy.